# Эль-Сардинеро
Эль-Сардинеро (исп. El Sardinero) — туристический микрорайон в городе Сантандер (Испания), известный своими пляжами. Район простирается от полуострова Ла-Магдалена до территории гольф-клуба Маталеньяс (исп. Mataleñas) вдоль двух пляжей — Первого и Второго пляжей Сардинеро (исп. Primera playa del Sardinero и исп. Segunda playa del Sardinero), разделённых Садами Пикио (исп. Jardínes de Piquío).
Популярность Эль-Сардинеро начинается с середины XIX века, когда стали модными пляжный отдых, морские прогулки и другие прибрежные виды отдыха. В начале XX века Сантандер становится летней резиденцией испанской королевской семьи, для размещения которой был построен великолепный дворец на полуострове Ла Магдалена. Вокруг пляжей Эль-Сардинеро появляются пятиэтажный отель (исп. Hotel Real), казино (исп. Gran Casino), ипподром.
Много достопримечательностей появилось в конце XX — начале XXI веков. Так были построены Дворец конгрессов и выставок, Дворец спорта и знаменитый стадион Эль-Сардинеро.
Центром района является Площадь Италии (исп. La plaza de Italia).